# Арреу-Лаит
Арреу́-Лаи́т (фр. Arrayou-Lahitte, окс. Arrajon era Hita) — коммуна во Франции, находится в регионе Юг — Пиренеи. Департамент — Верхние Пиренеи. Входит в состав кантона Лурд-Эст. Округ коммуны — Аржелес-Газост.
Код INSEE коммуны — 65247.

## География
Коммуна расположена приблизительно в 670 км к югу от Парижа, в 130 км юго-западнее Тулузы, в 16 км к югу от Тарба.

## Климат
Климат умеренно-океанический с солнечной тёплой погодой и обильными осадками на протяжении практически всего года.

## Население
Население коммуны на 2010 год составляло 103 человека.
| 1962 | 1968 | 1975 | 1982 | 1990 | 1999 | 2010 |
| ---- | ---- | ---- | ---- | ---- | ---- | ---- |
| 106  | 98   | 84   | 87   | 83   | 93   | 103  |

## Администрация
| Период | Период | Фамилия    | Партия | Примечания |
| ------ | ------ | ---------- | ------ | ---------- |
| 2001   | 2008   | Ив Вержез  |        |            |
| 2008   | 2020   | Валери Лан |        |            |

## Экономика
В 2010 году среди 67 человек трудоспособного возраста (15-64 лет) 51 были экономически активными, 16 — неактивными (показатель активности — 76,1 %, в 1999 году было 84,5 %). Из 51 активных жителей работали 40 человек (21 мужчина и 19 женщин), безработных было 11 (2 мужчин и 9 женщин). Среди 16 неактивных 2 человека были учениками или студентами, 10 — пенсионерами, 4 были неактивными по другим причинам.

## Достопримечательности
- Церковь Св. Архангела Михаила (XVII век)
- Церковь Св. Мартина

## Фотогалерея

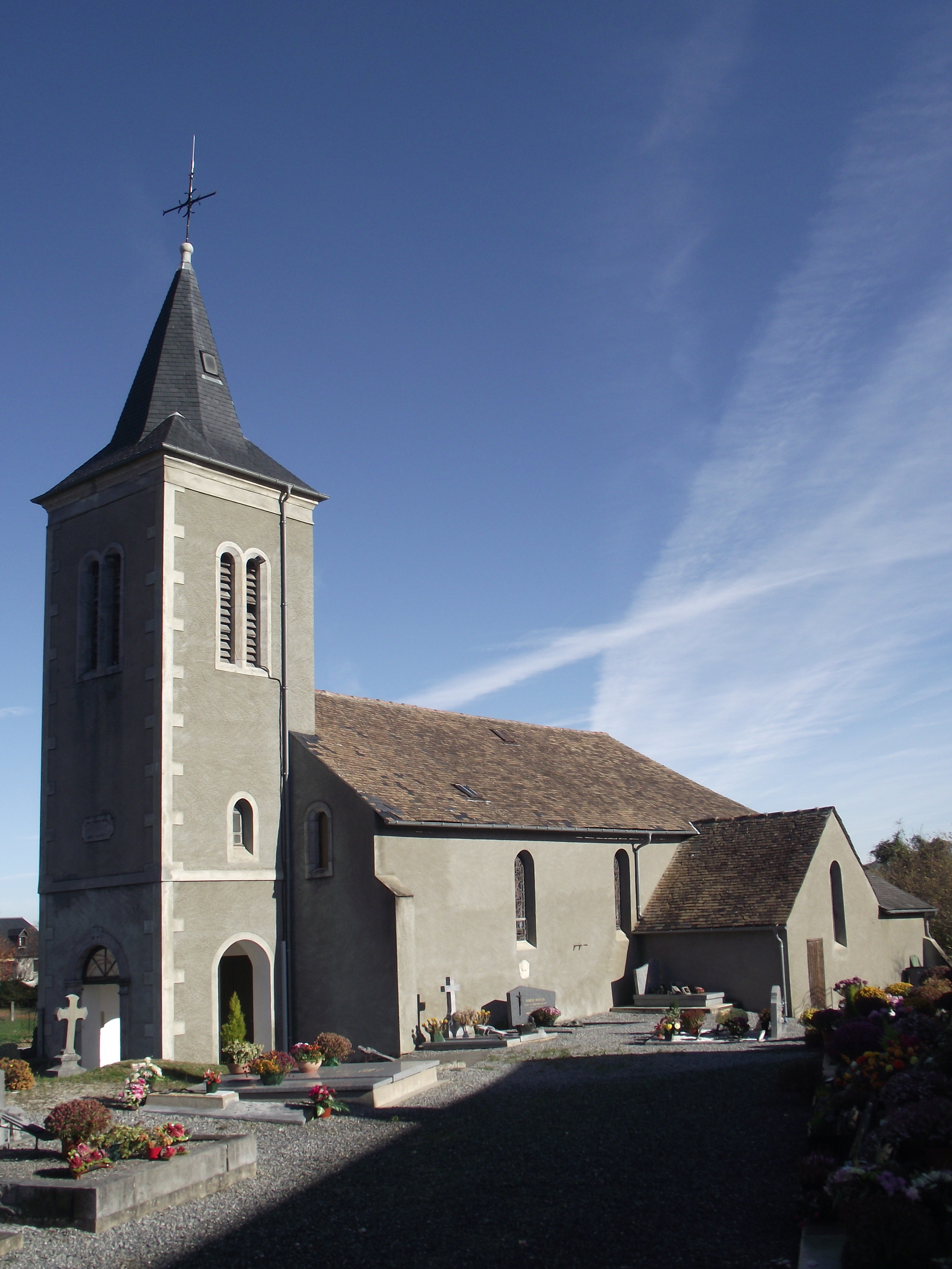
Церковь Св. Архангела Михаила
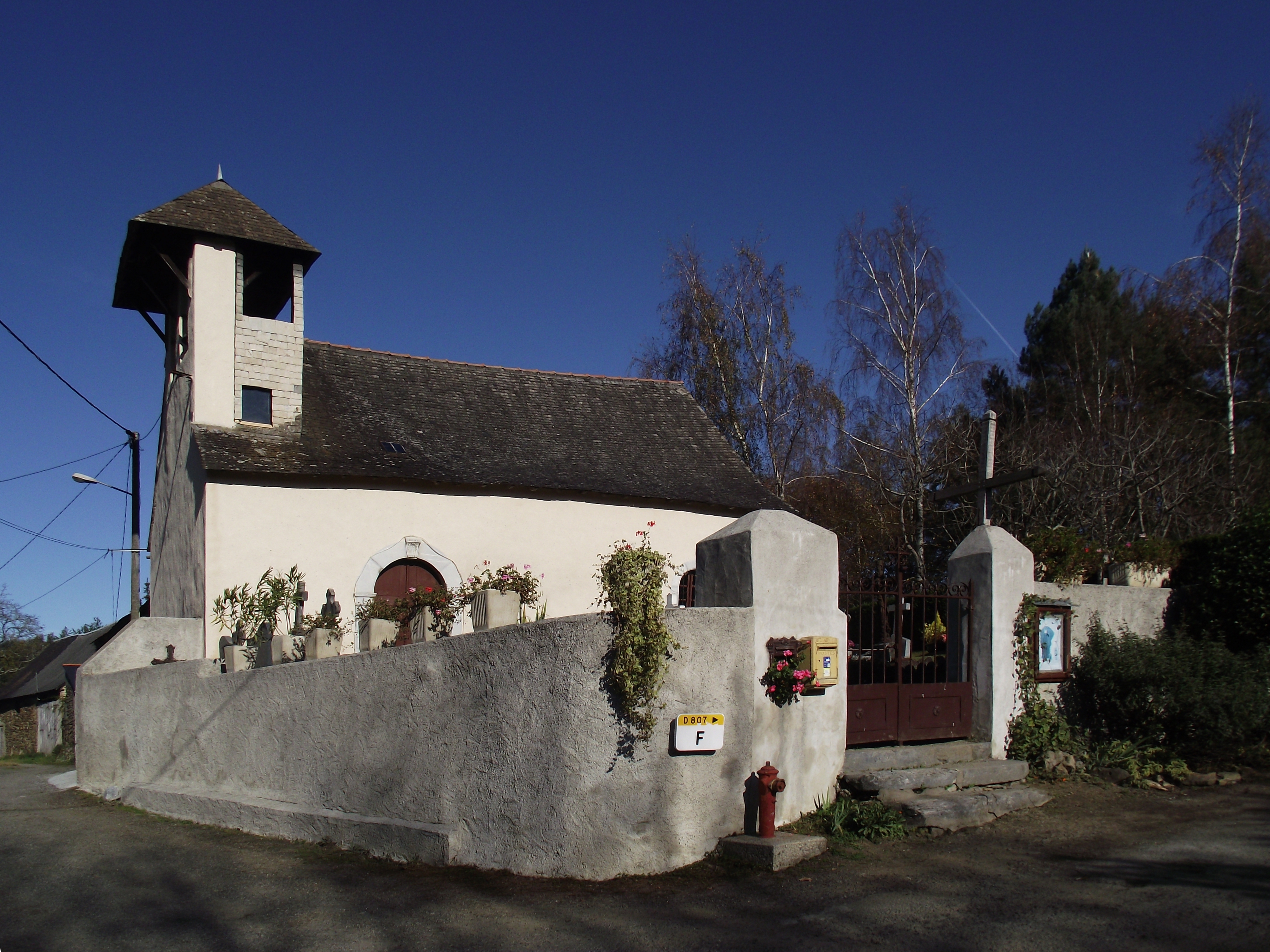
Церковь Св. Мартина
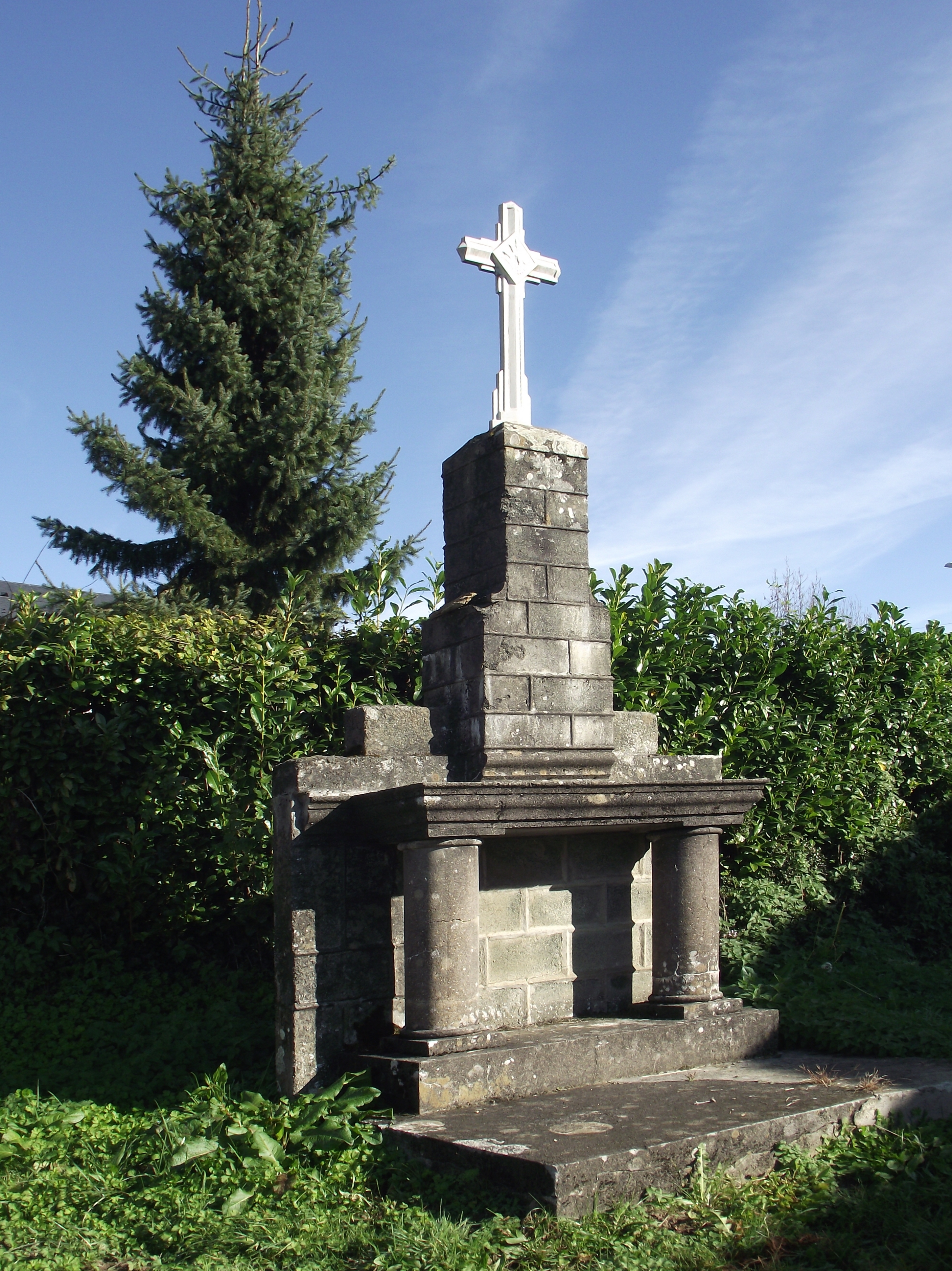
Крест
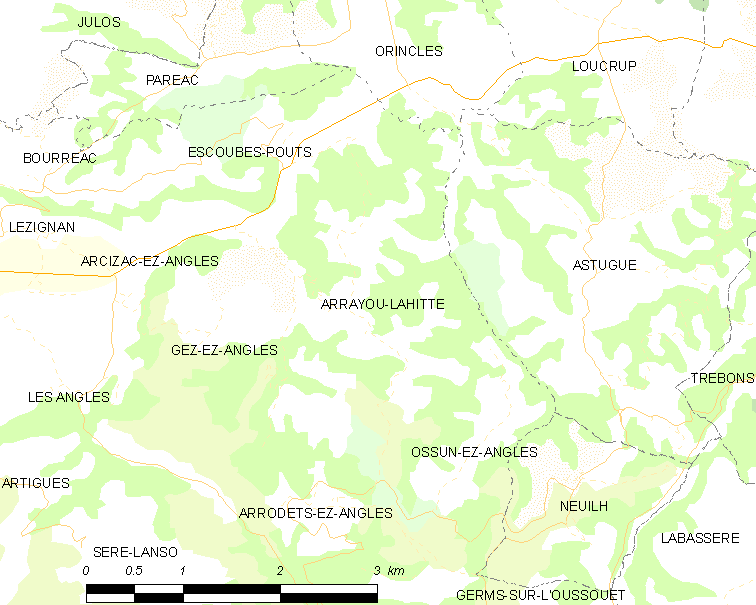
Карта коммуны